# Gottlieb Thormann
Gottlieb Thormann (* 30. April 1754 in Bern; † 8. Oktober 1831 ebenda) war ein Schweizer Politiker.
Thormann war Berner Grossrat, helvetischer Staatssekretär und föderalistischer Denker. In den Jahren 1803 bis 1816 war er Staatsschreiber des Kantons Bern.